# هواگردسازی و موتورسازی کورتیس
هواگردسازی و موتورسازی کورتیس (به انگلیسی: Curtiss Aeroplane and Motor Company) یک شرکت آمریکایی بود که در سال ۱۹۱۶ به دست گلن کورتیس بنیانگذاری شد. پس از موفقیت‌های زیاد در زمینهٔ صنایع هواپیماسازی و موتورسازی در سال ۱۹۲۹ در رایت ایروناتیکال ادغام شد و کورتیس-رایت شکل گرفت.